# Nematobrachion
Nematobrachion is een geslacht van kreeftachtigen uit de familie van de Euphausiidae.

## Soorten
- Nematobrachion boopis (Calman, 1905)
- Nematobrachion flexipes (Ortmann, 1893)
- Nematobrachion sexspinosum Hansen, 1911